# Пильграм (рассказ)
«Пильграм»  — рассказ Владимира Сирина (Набокова), написанный на русском языке. Датирован 20-30 марта 1930 года, впервые опубликован в июле 1930 года в парижском эмигрантском журнале «Современные записки» (№ 43, Июль 1930), впоследствии включён в сборник «Соглядатай» (1938). 20 мая 1930 рассказ впервые прочитан на встрече с читателями в «Играшек-холл» в Праге. 

## Сюжет
Энтомолог-любитель и торговец бабочками, Пильграм, никогда не покидал пределы родного Берлина и его окрестностей. Его жизнь пуста и тосклива, торговля в лавке ему опостылела, а брак формален и предсказуем. Его заветная мечта — отправиться в экспедицию за границу для сборов бабочек, но нехватка средств или всяческие помехи постоянно мешают этому плану. В своём воображении он ловит бабочек в таких местах, как Динь во Франции, Рагуза в Далмации, Сарепта в России или Абиско в Лапландии, или отправляется в тропики, или следует по стопам отца Дежана (французского миссионера, работавшего в Восточном Тибете). Наконец, удачно продав коллекцию редких бабочек из семейства стеклянниц, он зарабатывает достаточно денег, чтобы осуществить свою мечту, и готов ради этого бросить жену и лавку. В последний момент перед самым отъездом его настигает апоплексический удар. Рассказчик, однако, уверяет, что Пильграм достиг искомого счастья, путешествуя по всем тем местам, о которых когда-то мечтал, он «увидел всех тех бабочек, которых мечтал увидеть — бархартно-чёрных с пурпурными пятнами между крепких жилок, густо-синих и маленьких слюдяных с сяжками, как чёрные перья».

## Комментарии
Хотя во многих произведениях Набокова упоминаются бабочки, в сюжете этого рассказа, также как в воспоминаниях «Другие берега» и романах «Дар» и «Ада», они играют наибольшую роль. В данном случае мечтатель Пильграм  живёт в своём внутреннем мире, и в конце концов его одолевает одержимость путешествием. Эта идея выводит его из состояния, похожего на куколку, к золотому «аурелианскому» порогу, прежде чем он входит в другое состояние, претерпевая свой метаморфоз. Смерть Пильграма является развитием сквозной набоковской темы «потусторонности» (трансцендентность или стремление к другому миру).

## Английский перевод
Переведён Набоковым при участии Петра Перцова. Заглавие в переводе изменено — "The Aurelian", в нем появляется игра слов, аurelian — устаревшее название лепидоптеролога, и одновременно, так как аurelia —  куколка, это куколковый.  Перевод был опубликован на английском языке в The Atlantic Monthly в 1941 году, позднее вошёл в сборники «Nine Stories» и «Nabokov’s Dozen».